# Serpula nanhaiensis
Serpula nanhaiensis är en ringmaskart som först beskrevs av Sun och Yang 200.  Serpula nanhaiensis ingår i släktet Serpula och familjen Serpulidae. Inga underarter finns listade i Catalogue of Life.